# Key Biscayne
 Key Biscayne est une île des États-Unis, située dans le comté de Miami-Dade de l'État de Floride. Le village de Key Biscayne s'est incorporé en 1991. Selon le bureau du recensement des États-Unis, Key Biscayne avait une population de 12 344 habitants en 2010.

## Géographie
Key Biscayne ne fait pas partie de l'archipel des Keys mais est plutôt l'île barrière la plus méridionale de la côte Est.
Elle est située entre l'océan Atlantique et la baie de Biscayne. L'île était reliée à Miami, depuis 1947, par le chaussée Rickenbacker (en) qui était à péage.  
Afin de desservir la population grandissante de l'île et les nombreux plaisanciers qui naviguent dans la baie de Biscayne, le pont William Powell de grande hauteur et le nouveau pont le plus proche du péage ont été inaugurés, en 1985, pour un coût de 27 millions de dollars. À l'exception du pont-levis (qui a été supprimé) l'ancien pont a été laissé intact pour servir de jetées de pêche. En 2011, la jetée de pêche West a été démolie. 
D'après les statistiques du bureau du recensement du pays, la superficie totale du village est de 3,6 km². 
Key Biscayne a donné son nom au parc national éponyme situé au sud, et dont elle ne fait pas partie.

## Démographie
| 2000   | 2010   | - | - | - | - |
| ------ | ------ | - | - | - | - |
| 10 507 | 12 344 | - | - | - | - |

## Sports
Le village dispose d'un complexe de tennis, Tennis Center at Crandon Park, qui accueille tous les ans, fin mars, le Masters de Miami.

## Source
- (en) Cet article est partiellement ou en totalité issu de l’article de Wikipédia en anglais intitulé « Key Biscayne » (voir la liste des auteurs).